# Ivo Cassini
Ivo Cassini (21 de enero de 1994, Mar del Plata) es un nadador argentino profesional de aguas abiertas. Fue campeón de su país siete veces consecutivas.

## Comienzos
Ivo Cassini comenzó a nadar a los 4 años en su ciudad natal. A los 10 años se federó para el Club Atlético Kimberley. Ha sido parte del seleccionado argentino juvenil desde los 14 años. En 2009 se consagró subcampeón sudamericano juvenil en la prueba de 1500m libres. Sus inicios han sido en piscina. 

## Familia
Viene de una familia de deportistas. Su hermana Eliana Cassini ha sido integrante de la selección argentina juvenil y absoluta. Ha sido medalla de bronce en el relevo 4x100mts estilos en el Sudamericano en Buenos Aires 2008.

## Trayectoria deportiva
- 2023: Medalla de Plata - Juegos Panamericanos, Santiago (10 km)
- 2022: Plata - Traverse Internacional du Lac St. Jean (32 km)
- 2021: Campeón Sudamericano - 10 km y 1500 m libres
- 2019: Participa de los Juegos Panamericanos obteniendo un 5to lugar en los 10km.
- 2018-2024: Campeón Argentino 10 km (ininterrumpido)